# Германия трябва да загине!
„Германия трябва да загине!“ (на английски: Germany Must Perish!) е публицистична книга на Теодор Кауфман, издадена в Нюарк, Съединените щати, през 1941 година.
Каюфман е дребен бизнесмен и яростен пацифист от еврейски произход и издава книгата със собствени средства. В нея той призовава за унищожаването на Германия и геноцид на немците чрез принудителна стерилизация. В Съединените щати книгата е приета с ирония, но германската пропаганда активно я използва като аргумент за еврейския заговор срещу Германия.